# Liste der Monuments historiques in Eichhoffen
Die Liste der Monuments historiques in Eichhoffen führt die Monuments historiques in der französischen Gemeinde Eichhoffen auf.

## Liste der Bauwerke
| Bezeichnung              | Beschreibung                                              | Standort                  | Kennzeichnung | Schutzstatus | Datum | Bild           |
| ------------------------ | --------------------------------------------------------- | ------------------------- | ------------- | ------------ | ----- | -------------- |
| Kapelle St-Jean-Baptiste | romanisches Schiff aus dem 11. Jahrhundert, Chor von 1569 | Place de la Mairie (Lage) | PA00084703    | Inscrit      | 1936  | weitere Bilder |